# Dekanat Pszczyna
Dekanat Pszczyna – jeden z 37 dekanatów katolickich w archidiecezji katowickiej.
W jego skład wchodzą obecnie następujące parafie:
- parafia św. Józefa Robotnika w Czarkowie
- parafia św. Jerzego w Goczałkowicach-Zdroju
- parafia św. Mikołaja w Łące
- parafia Najświętszego Serca Pana Jezusa w Piasku
- parafia św. Maksymiliana Marii Kolbego w Porębie
- parafia św. Jana Pawła II w Pszczynie
- parafia Podwyższenia Krzyża Świętego i Matki Bożej Częstochowskiej w Pszczynie
- parafia Miłosierdzia Bożego w Pszczynie
- parafia Wszystkich Świętych i Matki Boskiej Różańcowej w Pszczynie
- parafia św. Jadwigi Śląskiej w Starej Wsi (Pszczyna)
- parafia Trójcy Przenajświętszej w Wiśle Wielkiej

## Historia
Dekanat powstał ok. 1350 z wydzielenia części parafii dekanatu Oświęcim: Pszczyna, Wisła (Mała), Ćwiklice, Studzionka, Miedźna, Suszec, Woszczyce, Brzeźce (przejściowo również inne). Przez następne stulecia pozostawał podległy diecezji krakowskiej.
Po soborze trydenckim pierwszej wizytacji dokonał archidiakon krakowski Krzysztof Kazimirski na zlecenie biskupa Jerzego Radziwiłła w listopadzie 1598. Większość kościołów dekanatu znajdowała się w rękach luteran, jedynie kościoły parafialne w Lędzinach (z Chełmem) i Bojszowach były w rękach katolickich.
Wizytacje z 1611, za biskupa Piotra Tylickiego, pominęły dekanat pszczyński, który został wizytowany następnie w 1619 przez archidiakona krakowskiego Jana Foxa, na zlecenie biskupa Marcina Szyszkowskiego. Po nich odbyła się wizytacja w 1657, a ostatnia w 1720.
W latach 1747–1749 dekanat obejmował 15 parafii. Ówczesną liczbę katolików szacuje się 20 037, żydów na 150, protestantów na 1334 (1324 luterani i 10 kalwinów). W 1770 ponad 300 kalwinów wyemigrowało z pobliskich Kóz aby założyć na terenie dekanatu Pszczyna kolonię Hołdunów.
Od 1811 roku dekanat znajdował się pod zarządem diecezji wrocławskiej, a ostatecznie przyłączony do niej został na mocy bulli papieża Piusa VII De salute animarum z 16 lipca 1821. Diecezję katowicką utworzono w 1925.

### Dziekani Dekanatu Pszczyna
- Ks. Jakub Jerzy Lux (proboszcz w Goczałkowicach), 1837-1847
- Ks. Ernest Kosmeli (proboszcz w Pszczynie), 1847-1879
- Ks. prałat Antoni Philippi (proboszcz w Łące), 1882-1907
- Ks. kanonik Ludwik Vogt (proboszcz w Ćwiklicach), 1907-1933
- Ks. Mateusz Bielok (proboszcz w Pszczynie), 1934-1938
- Ks. Józef Okrent (proboszcz w Miedźnej), 1938-1939
- Ks. Mateusz Bielok (ponownie; proboszcz w Pszczynie), 1939-1945
- Ks. Józef Okrent (ponownie; proboszcz w Miedźnej), 1945-1951
- Ks. Jan Osiewacz (proboszcz w Ćwiklicach), 1951-1958
- Ks. kanonik Franciszek Dobrowolski (proboszcz w Łące), 1958-1963
- Ks. prałat Józef Kuczera (proboszcz w Pszczynie), 1963-1981
- Ks. Józef Jaksik (proboszcz w Łące), 1981-1986
- Ks. Włodzimierz Pielesz (proboszcz w Czarkowie), 1986-1996
- Ks. kanonik Józef Oleś (rezydent-emeryt w Starej Wsi), 1996-2001
- Ks. kanonik Krystian Janko (proboszcz w Pszczynie), 2001-2011
- Ks. Joachim Oleś (proboszcz w Łące), 2011-2014
- Ks. kanonik Krystian Janko (ponownie; proboszcz w Pszczynie), 2014-2018
- Ks. Marek Brewko (proboszcz w Pszczynie), 2018-2023
- Ks. Roman Chromy (proboszcz w Pszczynie), od 2023